# Assevent
Assevent är en kommun i departementet Nord i regionen Hauts-de-France i norra Frankrike. Kommunen ligger i kantonen Maubeuge-Nord som tillhör arrondissementet Avesnes-sur-Helpe. År 2022 hade Assevent 1 782 invånare.

## Befolkningsutveckling
Antalet invånare i kommunen Assevent
| Referens: INSEE |